# GNU Savannah
GNU Savannah is een website van de Free Software Foundation voor het ontwikkelen van vrije software. De website maakt deel uit van het GNU-project. Het biedt onder andere de mogelijkheid om broncode te hosten, om bugs via een bugtracker te beheren en er zijn faciliteiten zoals een discussielijst. GNU Savannah maakt onderscheid tussen projecten die tot het GNU-project behoren en projecten die daar niet toe behoren; deze zijn respectievelijk te vinden op savannah.gnu.org en savannah.nongnu.org.

## Overzicht
GNU Savannah vereist dat elk project geheel bestaat uit vrije software. Het mag ook niet afhankelijk zijn van niet-vrije software. Ook het gebruik van niet-vrije bestandsformaten of bestandsformaten die alleen te gebruiken zijn via niet-vrije software is niet toegestaan. Een vrije softwarelicentie is verplicht voor elk project op GNU Savannah.
GNU Savannah biedt ondersteuning voor de versiebeheersystemen CVS, GNU arch, Subversion, Git en Mercurial.

## Geschiedenis
GNU Savannah werd eind 2003 gehackt waardoor de site gedurende enige tijd niet in gebruik was. Als gevolg hiervan werd door enkele betrokkenen geconcludeerd dat het systeem Savannah (tegenwoordig Savane) niet veilig genoeg was en ook onvoldoende onderhouden. Men besloot toen om de website over te zetten van Savannah naar GForge. Dit besluit werd bekritiseerd waardoor het uiteindelijk niet doorging.

## Savane
GNU Savannah draait op Savane, een vrije websitesysteem voor het hosten van software. Voor het hosten werd aanvankelijk SourceForge gebruikt maar de auteurs daarvan besloten de software voortaan als propriëtaire software te ontwikkelen. Men heeft toen besloten deze software te forken: deze fork kreeg de naam Savannah. Later werd de naam aangepast naar de huidige naam om verwarring te voorkomen tussen de website en de software waar deze op draait. Savane is namelijk Frans voor Savannah.